# Krunoslav Bešker
Krunoslav Bešker (Split, 3. studenoga 1910. − Split, 27. ožujka 2000.) je bio hrvatski arhitekt, srednjoškolski profesor i vaterpolist.

## Životopis
Rodio se je u Splitu 1910. godine. U rodnom gradu završio je pučku školu i gimnaziju. Arhitekturu je studirao na Karlovom sveučilištu u Pragu. Diplomirao na zagrebačkom Tehničkom fakultetu. 
Radio u Elektroprivredi Hrvatske, Lavčeviću, Arhitektu, splitskoj općini, Srednjoj tehničkoj školi u Splitu (GŠC). Projektirao športske i stambene objekte te vodio rekonstrukcije arhitektonskih spomenika poput splitskog HNK.
Igrao je vaterpolo u praškoj Slaviji i splitskom Jadranu. Jedan je od osnivača POŠK-a.
Autor je udžbenika za srednje građevinske škole Strojevi u građevinarstvu.

## Vanjske poveznice
- Monografija hrvatskog vaterpolskog saveza izdana povodom 100. godina vaterpola u Hrvata  Arhivirana inačica izvorne stranice od 29. srpnja 2016. (Wayback Machine)